# Necturus maculosus
Necturus maculosus é uma espécie de anfíbio caudado pertencente à família Proteidae. Pode ser encontrada nos Estados Unidos e no Canadá.
Está distribuída desde o sul da Manitoba e sul do Quebec até ao Oklahoma, norte do Mississippi, norte do Alabama e norte da Geórgia.
O tamanho da sua população é desconhecido, mas maior do que 100 000 indivíduos sendo ainda abundante em vários rio e lagos no norte da sua distribuição.
O seu habitat inclui lagos permanentes, charcos, riachos e rios. Pode ser encontrada no fundo dos cursos de água, escondida debaixo de pedras ou detritos, durante o dia.
Os seus ovos são depositados debaixo de objectos na água. Estes animais podem subir as correntes para desovar.
Em 2004, não foram encontradas ameaças, pois a espécie parece tolerar algum grau de poluição na água e ao assoreamento.